# Thomas Audon et Sophie Allaf
Pour les articles homonymes, voir Audon (homonymie).
 (mars 2018).

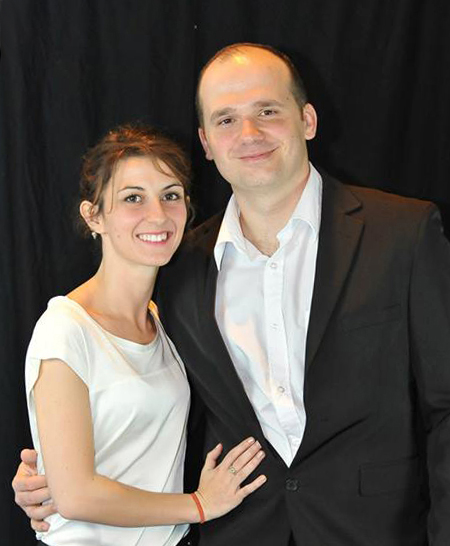
Thomas & Sophie
(Photo JJGueudry)

Thomas Audon et Sophie Allaf sont un duo de danseurs de boogie-woogie originaires du sud-est de la France. 

## Biographie
Ils ont commencé à danser le boogie-woogie en 2011 en compétition, date de leur premier titre de champion de France FFD,. C'est en 2015 qu'ils ont remporté leur première coupe du monde WRRC à Winterthur en Suisse. Après quelques années ils cumulent un titre de champion du monde (2016), un titre de champion d'Europe (2017), 6 titres de champion de France (2012 à 2017) et 11 victoires de coupe du monde WRRC et plus de 30 victoires nationales.
Ils ouvrent leur propre école de danse, nommée « Tom'so Danse ».
En 2019,ils recoivent la médaille d'argent du ministère de la jeunesse et des sports.

## Palmarès
| Années | Compétitions          | Résultats |
| ------ | --------------------- | --------- |
| 2012   | Championnat de France | 1         |
| 2013   | Championnat de France | 1         |
| 2014   | Championnat de France | 1         |
| 2015   | Championnat de France | 1         |
| 2016   | Championnat de France | 1         |
| 2017   | Championnat de France | 1         |
| 2018   | Championnat de France | 2         |

| Années | Compétitions                         | Résultats |
| ------ | ------------------------------------ | --------- |
| 2015   | Championnats du Monde (Stuttgart)    | 3         |
| 2015   | Coupe du Monde (Lyon)                | 1         |
| 2015   | Coupe du Monde (Genève)              | 3         |
| 2015   | Coupe du Monde (Moscou)              | 1         |
| 2015   | Coupe du Monde (Winterthur)          | 1         |
| 2015   | Coupe du Monde (Lljublana)           | 2         |
| 2015   | Classement mondial                   | 3         |
| 2016   | Championnats du Monde (Schaffhausen) | 1         |
| 2016   | Championnats d'Europe (Stuttgart)    | 2         |
| 2016   | Coupe du Monde (Graz)                | 2         |
| 2016   | Coupe du Monde (Rimini)              | 1         |
| 2016   | Coupe du Monde (St. Petersburg)      | 1         |
| 2016   | Coupe du Monde (Karlstad)            | 1         |
| 2016   | Coupe du Monde (Winterthur)          | 1         |
| 2016   | Classement mondial                   | 1         |
| 2017   | Championnats du Monde (Marseille)    | 3         |
| 2017   | Championnats d'Europe (Moscou)       | 1         |
| 2017   | Coupe du Monde (Lljubljana)          | 1         |
| 2017   | Coupe du Monde (Lyon)                | 1         |
| 2017   | Coupe du Monde (Stuttgart)           | 1         |
| 2017   | Coupe du Monde (Rimini)              | 2         |
| 2017   | Classement mondial                   | 1         |
| 2018   | Championnats du Monde (Stuttgart)    | 1         |
| 2018   | Coupe du Monde (Valbonne)            | 1         |